# 小幻螳属
小幻螳属（学名：Phasmomantella）为宽颈螳科的一个属。

## 下属物种
本属包括以下物种：
- 努伊楚阿小幻螳 Phasmomantella nuichuana Vermeersch, 2018
- 淡色小幻螳 Phasmomantella pallida (Roy, 2001) Vermeersch, 2018[2]